# Seznam nemških judoistov
Seznam nemških judoistov.

## B
- Annett Böhm
- Yvonne Bönisch

## G
- Klaus Glahn
- Oliver Gussenberg

## H
- Wolfgang Hofmann

## J
- Michael Jurack

## K
- Sandra Köppen
- Uta Kühnen

## L
- Karl-Heinz Lehmann
- Dietmar Lorenz

## M
- Fred Marhenke
- Julia Matijass

## S
- Martin Schmidt
- Gerhard Steidele

## T
- Martyna Trajdos

## U
- Detlef Ultsch

## W
- Florian Wanner
- Alexander Wieczerzak